# Ardhi University
Ardhi University (ARU, suahili Chuo Kikuu cha Ardhi) – tanzańska publiczna szkoła wyższa, zlokalizowana w Dar es Salaam.
Historia uczelni sięga 1956 roku, w którym w Dar es Salaam powstała Surveying Training School, szkoła kształcąca techników geodezji. W 1972 roku szkoła zmieniła nazwę na Ardhi Institute (słowo Ardhi w suahili oznacza ziemię), a także wprowadziła urbanistykę jako drugi kierunek kształcenia. W 1974 roku dotychczasowe dwuletnie kursy zostały wydłużone do trzech lat. W kolejnych latach uruchamiano następne kierunki: projektowania budynków (1976), ekonomii budynków (1978), inżynierii środowiskowej (1980). W 1979 w szkole powstał Ośrodek Studiów Mieszkaniowych (Centre for Housing Studies), utworzony wspólnie przez rząd Tanzanii wraz z rządem holenderskim, potem przekształcony w Instytut Osadnictwa Institute of Human Settlement Studies. 
W 1996 roku Instytut został przyłączony do Uniwersytetu Dar es Salaam jako University College of Lands and Architectural Studies (UCLAS). Przez 10 lat funkcjonowania w tej formie (1996–2006), liczba studentów jednostki wzrosła od 400 do 1400. Dwa zakłady (Faculty of Architecture and Planning oraz Faculty of Lands and Environmental Engineering) uzyskały uprawnienie do
nadawania stopnia doktora. W 2007 roku UCLAS uzyskał status samodzielnego uniwersytetu i przyjął nazwę Ardhi University.